# Hanumavvanagathihalli, Jagalur
Hanumavvanagathihalli là một làng thuộc tehsil Jagalur, huyện Davanagere, bang Karnataka, Ấn Độ.